# Championnat d'Irlande du Nord de football 1992-1993
Navigation
Édition précédente Édition suivante
Le 91e Championnat d'Irlande du Nord de football se déroule en 1992-1993. Linfield FC remporte son quarante et unième titre de champion d’Irlande du Nord avec le même nombre de points que le deuxième Crusaders FC mais une meilleure différence de but particulière. Bangor FC, complète le podium.  
Aucun système de promotion/relégation n’est mis en place. 
Avec 27 buts marqués,  Stevie Cowan  de Portadown FC remporte le titre de meilleur buteur de la compétition.

## Les 16 clubs participants
| Club                              | Stade                 | Capacité | Ville         |
| --------------------------------- | --------------------- | -------- | ------------- |
| Ards FC                           | Castlereagh Park      | 8 000    | Newtownards   |
| Ballyclare Comrades Football Club | Dixon Park            | 4 000    | Ballyclare    |
| Ballymena United                  | The Showgrounds       | 7 500    | Ballymena     |
| Bangor FC                         | Clandeboye Park       | 4 000    | Bangor        |
| Carrick Rangers                   | Taylor's Avenue       | 6 000    | Carrickfergus |
| Cliftonville FC                   | Solitude              | 7 200    | Belfast       |
| Coleraine FC                      | The Showgrounds       | 6 600    | Coleraine     |
| Crusaders FC                      | Seaview               | 9 100    | Belfast       |
| Distillery FC                     | New Grosvenor Stadium | 8 000    | Lisburn       |
| Glenavon FC                       | Mourneview Park       | 7 300    | Lurgan        |
| Glentoran FC                      | The Oval              | 14 100   | Belfast       |
| Larne FC                          | Inver Park            | 6 000    | Drumahoe      |
| Linfield FC                       | Windsor Park          | 20 500   | Belfast       |
| Newry Town                        | The Showgrounds       | 6 500    | Newry         |
| Omagh Town Football Club          | St. Julian's Road     | 5 000    | Omagh         |
| Portadown FC                      | Shamrock Park         | 5 800    | Portadown     |

## Compétition

### Classement
Le classement est établi sur le barème de points classique (victoire à 3 points, match nul à 1, défaite à 0).
| Rang | Équipe              | Pts | J  | G  | N | P  | Bp | Bc | Diff |
| ---- | ------------------- | --- | -- | -- | - | -- | -- | -- | ---- |
| 1    | Linfield FC         | 66  | 30 | 20 | 6 | 4  | 49 | 15 | +34  |
| 2    | Crusaders FC        | 66  | 30 | 21 | 3 | 6  | 53 | 27 | +26  |
| 3    | Bangor FC C         | 64  | 30 | 20 | 4 | 6  | 61 | 32 | +29  |
| 4    | Portadown FC        | 63  | 30 | 18 | 9 | 3  | 70 | 26 | +44  |
| 5    | Distillery FC       | 62  | 30 | 20 | 2 | 8  | 61 | 36 | +25  |
| 6    | Glenavon FC         | 48  | 30 | 14 | 6 | 10 | 48 | 36 | +12  |
| 7    | Glentoran FC T      | 47  | 30 | 13 | 8 | 9  | 70 | 40 | +30  |
| 8    | Ards FC             | 45  | 30 | 12 | 9 | 9  | 45 | 45 | 0    |
| 9    | Carrick Rangers     | 38  | 30 | 12 | 2 | 16 | 50 | 73 | -23  |
| 10   | Ballymena United    | 36  | 30 | 10 | 6 | 14 | 41 | 51 | -10  |
| 11   | Cliftonville FC     | 33  | 30 | 10 | 3 | 17 | 42 | 48 | -6   |
| 12   | Omagh Town          | 32  | 30 | 9  | 5 | 16 | 38 | 57 | -19  |
| 13   | Larne FC            | 30  | 30 | 9  | 3 | 18 | 41 | 59 | -18  |
| 14   | Newry Town          | 20  | 30 | 5  | 5 | 20 | 30 | 72 | -42  |
| 15   | Coleraine FC        | 18  | 30 | 5  | 3 | 22 | 28 | 63 | -35  |
| 16   | Ballyclare Comrades | 12  | 30 | 2  | 6 | 22 | 28 | 75 | -47  |

| Légende : Qualifications et relégations | Légende : Qualifications et relégations                                      |
| --------------------------------------- | ---------------------------------------------------------------------------- |
|                                         | Ligue des champions de l'UEFA 1993-1994                                      |
|                                         | Coupe d'Europe des vainqueurs de coupe 1993-1994                             |
|                                         | Coupe UEFA 1993-1994                                                         |
|                                         | Relégation en deuxième division                                              |
|                                         | T : Tenant du titre C : Vainqueurs de la Coupe d'Irlande du Nord de football |

## Bilan de la saison
| Tableau d'Honneur                         |             |
| Compétition                               | Vainqueur   |
| Championnat d'Irlande du Nord de football | Linfield FC |
| Coupe d'Irlande du Nord de football       | Bangor FC   |

| Promotions et relégations |       |
| Relégués                  | Aucun |
| Promus                    | Aucun |

## Statistiques

### Meilleur buteur
1. Stevie Cowan, Portadown FC, 27 buts